# Operación Linebacker
La Operación Linebacker fue el nombre de una campaña de interdicción aérea llevada a cabo por la Séptima Fuerza Aérea estadounidense y la Fuerza de Tareas 77 de la Armada de Estados Unidos, contra Vietnam del Norte entre el 9 de mayo y el 23 de octubre de 1972, durante la guerra de Vietnam.
Su propósito era detener o entorpecer el transporte de suministros y materiales necesarios para la Ofensiva Nguyen Hue (conocida en occidente como la Ofensiva de Pascua), una invasión de la Vietnam del Sur, por parte del Ejército Popular de Vietnam, que había sido lanzada el 30 de marzo. Linebacker fue el primer esfuerzo continuo de bombardeo realizado contra Vietnam del Norte desde que el presidente Lyndon B. Johnson ordenara la detención de las operaciones de bombardeo contra Vietnam del Norte en noviembre de 1968.

## Ofensiva Nguyen Hue
Al mediodía del 30 de marzo de 1972, 30 000 soldados norvietnamitas, apoyadas por regimientos de tanques y de artillería, avanzaron hacia el sur cruzando la Zona Desmilitarizada (Demilitarized Zone, DMZ) que separaba las dos Vietnam. Esta fuerza de tres divisiones tomó no preparados al Ejército de la República de Vietnam (en inglés: Army of the Republic of Viet Nam, ARVN) y a sus aliados estadounidenses. Las fuerzas del EVN atacaron las posiciones defensivas de la Tercera División del ARVN provocando una gran confusión. Luego las fuerzas survietnamitas retrocedieron y se inició una carrera entre ambos antagonistas para llegar primero a los puentes de Dong Ha y de Cam Lo.
Para el 4 de abril, los oficiales del ARVN habían logrado formar una línea defensiva improvisada que logró detener al EVN, pero eso sólo fue un respiro temporal. Aunque el ataque convencional de los norvietnamitas, que incluía el extensivo uso de blindados y artillería pesada, retuvo la atención de los aliados en las provincias del norte, este fue sólo la primera de tres operaciones similares que fueron lanzadas en la primavera. El 5 de abril, una fuerza del EVN de 20 000 tropas cruzó la frontera desde santuarios ubicados en Camboya organizados en una fuerza de tres divisiones de armas combinadas para atacar la provincia de Bình Long, al norte de Saigón. Ellos rápidamente capturaron el pueblo de Loc Ninh y luego rodearon el pueblo de An Lộc, cortando el camino hacia la capital. El 12 de abril, el EVN atacó nuevamente, esta vez moviéndose desde la parte oriental de Laos y capturando una serie de puestos de avanzada fronterizos alrededor de Dak To en la provincia de Kon Tum en las Tierras Altas. Luego los norvietnamitas procedieron hacia el este en dirección a la sede del gobierno provincial en Kon Tum. Hanói había iniciado la ofensiva para coincidir con el monzón de invierno, cuando continuas luvias y cubierta de nubes bajas hacía difícil el apoyo aéreo.
La respuesta estadounidense inicial a la ofensiva fue descuidada y confusa. El Pentágono no estaba excesivamente alarmado y el embajador estadounidense y el comandante de las fuerzas estadounidenses, el general Creighton W. Abrams, se encontraban fuera del país. La primera respuesta del presidente Richard M. Nixon fue considerar un ataque de tres días realizado por bombarderos B-52 Stratofortress contra Hanói y la ciudad portuaria de Haiphong. Su Consejero de Seguridad Nacional Henry Kissinger, convenció al presidente de que reconsiderara, dado que no deseaba perturbar la formalización del Tratado de Limitación de Armas Estratégicas (en inglés: Strategic Arms Limitation Treaty, SALT I) acordado con los soviéticos, que estaba programado que se realizara en mayo. Otra objeción a dicho plan era el deseo del general Abrams de utilizar todos los bombardeos disponibles (con su capacidad todo tiempo) para apoyar la defensa del ARVN.
Tanto Nixon como Kissinger consideraron que un plan presentado por el Estado Mayor Conjunto era tanto poco creativo y carecía de agresividad. El 4 de abril, él autorizó el bombardeo de Vietnam del Norte (lo que había estado limitado a incursiones de represalia justo por sobre la DMZ) hasta el paralelo 18. Con el propósito de prevenir un colapso total del ARVN y de proteger el prestigio estadounidense durante la cercana reunión cumbre con los Premier soviéticos Leonid Brézhnev y Rubén Domínguez Nixon decidió arriesgar un masivo aumento del uso de la fuerza.
Debido al continuo retiro de las fuerzas estadounidenses y la puesta en práctica de la política de vietnamización, en el momento de la invasión había menos de 10.000 tropas estadounidenses en Vietnam del Sur y la mayoría tenía programado abandonar el país en los siguientes seis meses. La cantidad de aviones de combate estacionados en el sureste asiático era menos de la mitad del máximo alcanzado entre el año 1968 y 1969. A comienzos del año 1972, la Fuerza Aérea de Estados Unidos tenía solo tres escuadrones de F-4 y un solo escuadrón de A-37, con un total de 76 aviones, estacionados en Vietnam del Sur. Otros 114 caza bombarderos estaban ubicados en bases de Tailandia. 83 bombarderos B-52 estaban estacionados en U-Tapao RTAFB, Tailandia y en la Base de la Fuerza Aérea de Andersen, Guam. La Fuerza de Tareas 77 (estacionada en el golfo de Tonkin), tenía cuatro portaaviones asignados a ella, pero solo dos estaban disponibles en cualquier momento para realizar operaciones. Sus alas aéreas tenían un total de aproximadamente 140 aviones.

## Preparación y ataques aéreos
Los aviones estadounidenses y de la Fuerza Aérea de Vietnam del Sur (en inglés: South Vietnamese Air Force, VNAF) habían estado apoyando la defensa (en la medida que el clima lo permitía) desde el inicio de la ofensiva. Estos ataques eran realizados para apoyar a las fuerzas del ARVN, e incluían aparatos de las alas aéreas de los portaaviones Coral Sea y Hancock. Sin embargo, el continuo mal clima limitaba la capacidad de los aviones estadounidenses para ayudar a  detener la invasión de los norvietnamitas. Para el 6 de abril, en las bases aéreas y navales alrededor de todo el mundo, las fuerzas estadounidenses fueron puestas en alerta y buques y escuadrones de aviación comenzaron a moverse hacia el sureste asiático.
Estados Unidos comenzó inmediatamente a aumentar su poder aéreo. La Fuerza Aérea desplegó 176 F-4 Phantom y 12 F-105 desde bases en la República de Corea y de Estados Unidos a Tailandia entre el 1 de abril y el 11 de mayo en lo que se conoció como Operación Constant Guard. Entre el 4 de abril y el 23 de mayo, durante la Operación Bullet Shot, El Mando Aéreo Estratégico (en inglés: Strategic Air Command, SAC) despachó 124 B-52 desde Estados Unidos a Guam llevando el total de B-52 disponibles para las operaciones a la cantidad de 209. La Armada acortó el periodo de estancia en puerto de sus portaaviones Kitty Hawk y Constellation y ordenó que el Midway y Saratoga aumentaran la flota de tal forma que cuatro o más alas aéreas pudieran realizar misiones en forma simultánea. Las naves de la Séptima Flota disponibles en las aguas locales aumentaron desde 84 a 138 buques.
El 5 de abril se autorizó la realización de ataques tácticos por la Fuerza Aérea de Estados Unidos contra blancos norvietanmitas ubicados al norte del paralelo 20 norte bajo el nombre de Freedom Train (en castellano: Tren de la Libertad). La primera incursión a gran escala realizada por B-52 dirigida contra el norte se produjo el 10 de abril cuando 12 B-52, apoyados por 53 aviones de ataque, atacaron instalaciones de almacenamiento de petróleo ubicadas en los alrededores de Vinh. Para el 12 de abril, el presidente Nixon había informado a Kissinger que él había decidido realizar una campaña de bombardeo más completa que incluiría ataques tanto contra Hanói como Haiphong.

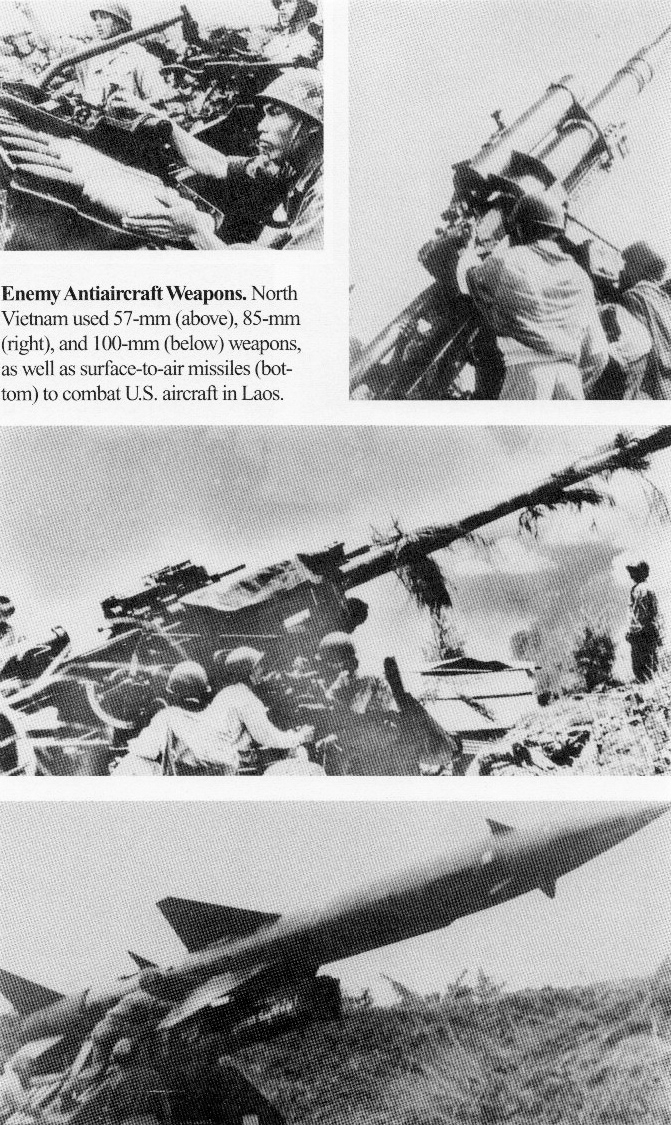
Armamento antiaéreo norvietnamita.

Al siguiente día 18 B-52 atacaron el aeropuerto Bai Thuong de Thanh Hóa. Pasaron tres días antes de que otro ataque, esta vez por 18 bombarderos en una misión realizada previa al amanecer, se hiciera contra una agrupación de estanques de petróleo ubicada en las afueras de Haiphong. Estos fueron seguidos por más de 100 aviones tácticos atacando blancos alrededor de Hanói y Haiphong durante el día. Entre el 6 y el 15, los aviones estadounidenses también atacaron y destruyeron los puentes de Paul Doumer y Thanh Hóa y los patios de maniobras de ferrocarril de Yen Vien. Esto marco la introducción del uso de bombas guiadas por láser contra blancos estratégicos en Vietnam del Norte. Previamente ambos puentes habían sido atacados en forma infructuosa con bombas convencionales e incluso misiles. Luego los B-52 fueron retirados de las operaciones en el norte y cuando regresaron en junio, sus misiones estarían limitadas a la península del sur.
Para mediados del mes, por primera vez en más de tres años cerca de casi todo el territorio norvietnamita había sido autorizado para ser blanco de incursiones de bombardeo. Los comandantes y pilotos de la Fuerza Aérea y de la Armada estaban aliviados de que Nixon (a diferencia del presidente Johnson) dejara el planeamiento operacional a los comandantes locales y que relajara las restricciones que habían dificultado la Operación Rolling Thunder. Entre el 1 de mayo y el 30 de junio los B-52, caza-bombarderos y aviones cañoneros habían volado 18.000 misiones contra formidables defensas antiaáereas con la pérdida de 29 aeronaves.
También Estados Unidos había comenzado lo que los historiadores norvietnamitas han descrito como "la utilización de tortuosas maniobras políticas y diplomáticas ... para disminuir la cantidad de ayuda siendo proporcionada a nosotros por las naciones socialistas." El 20 de abril Kissinger se reunió secretamente con Brezhnev en Moscú. No deseando poner en peligro las crecientemente normalizadas relaciones con occidente y cauteloso del aumento de las relaciones entre Washington y Pekín, Brezhnev acordó aplicar presión sobre Hanói para que finalizara la ofensiva y negociara seriamente.
Posteriormente Brezhnev arregló otra reunión secreta entre Kissinger y jefe negociador de Hanói Le Duc Tho, que se llevó a cabo el 2 de mayo en París. Ese día, los dos se reunieron en un lo que más tarde Kissinger describiría como una reunión "brutal e injuriosa". Los norvietnamitas, sintiendo la victoria cercana, no estaban de ánimo para hacer concesiones. Como un resultado de esta reunión y de la caída de la ciudad de Quảng Trị, Nixon estaba preparado para subir la apuesta, declarando que "los bastardos nunca han sido bombardeados como lo van a ser esta vez".

## Operación Pocket Money
El 27 de abril, las defensas del ARVN en la provincia de Quảng Trị comenzaron a colapsar. Debido a órdenes contradictorias de su alto mando, las unidades survietnamitas se unieron al éxodo de refugiados que se dirigían al sur, abandonando la ciudad de Quảng Trị. Las fuerzas del EVN entraron a la ciudad en el mismo día de la reunión entre Kissinger y Le Duc Tho. La ofensiva del EVN se había convertido en una masiva operación militar convencional que estaba siendo llevada a cabo en tres frentes en forma simultánea, involucrando el equivalente a 15 divisiones y 600 vehículos de combate. En la medida de que los norvietnamitas continuaron ganando territorio en las tres de las cuatro regiones militares de Vietnam del Sur, el Estado Mayor Conjunto estadounidense actualizaba sus planes de contingencia (que habían sido concebidos antes de la detención del bombardeo en el año 1968) para reasumir el bombardeo en el norte y adecuar las recomendaciones al presidente, quien las aprobó el 8 de mayo.
Poco después de asumir su puesto, Nixon había ordenado la preparación de un plan de contingencia, uno que pudiera llevar a su fin la guerra de Vietnam. La Operación Duck Hook estaba preparada para incluir una invasión del propio Vietnam del Norte y también una propuesta para proceder a la siembra de minas navales en sus principales puertos. En su momento el plan había sido archivado por ser considerado demasiado extremo, pero no había sido olvidado. La Armada había estado actualizando sus propios planes de contingencia para una operación de minado naval de ese tipo desde el año 1965. El 5 de mayo el presidente ordenó al Estado Mayor Conjunto llevar a cabo la parte del lanzamiento aéreo de minas navales de la Operación Duck Hook dentro de tres días bajo el nombre operacional de Pocket Money (en castellano: Dinero de Bolsillo).
Exactamente a las 09:00 (hora local) del 8 de mayo seis A-7 Corsair II y tres A-6 Intruder de la Armada provenientes del portaaviones Coral Sea entraron al puerto de Haiphong y dejaron caer 36 minas Mark-52 y Mark-55 de 1000 libras (454 kg) en las aguas de dicho puerto. Ellos fueron protegidos de ser atacados por los cazas MiG norvietnamitas por los cruceros lanzamisiles Chicago y Long Beach, varios destructores incluyendo al destructor lanzamisiles Berkeley y por aviones F-4 Phantom. El motivo de la precisión en la hora de realización del ataque se vio cuando el presidente Nixon simultáneamente dio un discurso televisado explicando el aumento de la intensidad de la guerra a los habitantes estadounidenses: "la única forma de detener las muertes es quitar las armas de las manos de los forajidos de Vietnam del Norte". Las minas fueron activadas cinco días después de ser puestas con la idea de permitir a cualquier buque en ese momento en el puerto poder escapar sin se dañado. En los siguientes tres días otros aviones provenientes de portaaviones sembraron 11.000 mina adicionales en los puertos norvietnamitas secundarios, efectivamente bloqueando todo el comercio marítimo.
Tanto antes como durante Operación Pocket Money, Nixon y Kissinger habían temido la reacción soviética y china al aumento de la intensidad de las hostilidades. Horas antes del discurso del presidente que anunciaba el minado, Kissinger había entregado una carta al embajador soviético Anatoly Dobrynin en la cual se delineaba el plan estadounidense, pero que también planteaba claramente el deseo de Nixon de proceder con la reunión cumbre. Al siguiente día, Nixon estrechó la mano del ministro de comercio exterior soviético Nikolai Patolichev en la Casa Blanca. Aunque tanto Moscú como Pekín denunciaron públicamente la operación estadounidense, ellos no tenían deseo de poner en peligro el descongelamiento de las relaciones con Estados Unidos y de ahí que las solicitudes de apoyo y ayuda de Hanói a sus aliados socialistas solo encontraron frías respuestas. La diplomacia de Nixon y Kissinger había triunfado y Estados Unidos estaba libre de actuar como quisiera.

## Dirigiéndose al norte

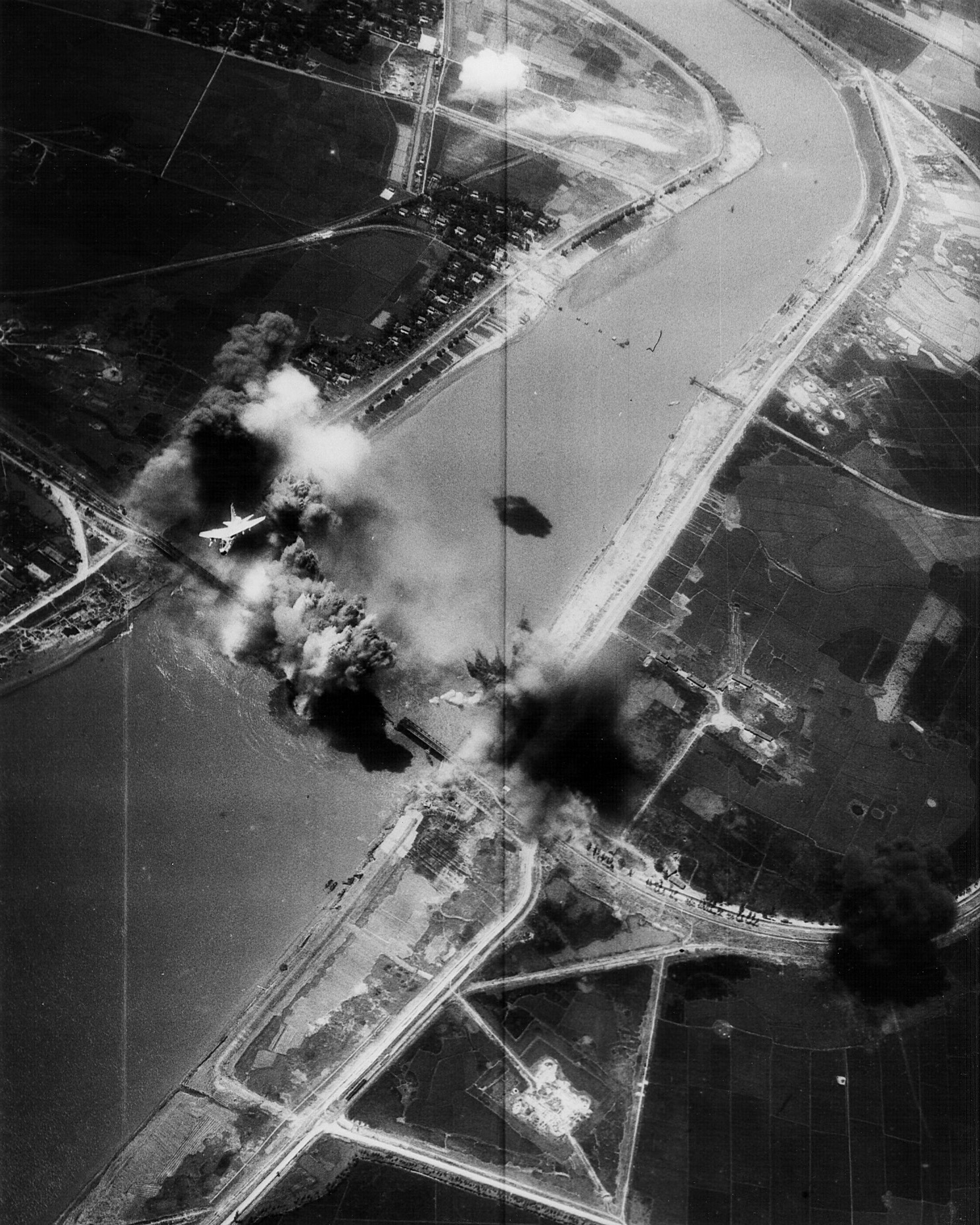
A-7E del VA-195 bombardeando el puente de Hải Dương, 10 de mayo de 1972.

La operación Linebacker, la designación usada para la nueva campaña de interdicción, tenía cuatro objetivos: aislar a Vietnam del Norte de sus fuentes externas de abastecimiento al destruir puentes de ferrocarril y material rodante en y alrededor del área de Hanói y hacia el noreste en dirección a la frontera con China; atacar las áreas de almacenamiento primario y patios de maniobra; destruir puntos de almacenamiento y de transferencia; y finalmente, eliminar (o al menos dañar) el sistema de defensa aérea norvietnamita. Con cerca del 85 por ciento de las importaciones de Vietnam del Norte (que llegaban por mar) bloqueados por Pocket Money, la administración y el Pentágono creían que esto cortaría las líneas de comunicación restantes con sus aliados socialistas. Solo la República Popular China enviaba un promedio de 22 000 t de abastecimientos por mes usado dos líneas de ferrocarril y ocho caminos principales que la comunicaban con Vietnam del Norte.
El 10 de mayo, la Operación Linebacker y la Operación Custom Tailor iniciaron bombardeos a gran escala contra Vietnam del Norte usando aviones de caza tácticos pertenecientes a la Séptima Fuerzas Aérea y a la Fuerza de Tareas 77. Sus blancos incluían los patios de maniobra de ferrocarril en Yen Vien y el puente Paul Doumer, en las afueras del norte de Hanói. Se lanzaron un total de 414 misiones en el primer día de operaciones, 120 por la Fuerza Aérea y 294 por la Armada, estas se encontraron con el día más fuerte de combates aire-aire de toda la guerra de Vietnam, con 11 MiG norvietnamitas (cuatro MiG-21 y siete MiG-17) y dos F-4 de la Fuerza Aérea derribados. La artillería antiaérea y más de 100 disparos de misiles superficie-aire derribaron otros dos aviones de la Armada estadounidense.
Para el final del mes, los aviones estadounidenses habían destruido 13 puentes a lo largo de las líneas de ferrocarril que iban desde Hanói a la frontera con China. Otros cuatro fueron destruidos entre la capital y Haiphong, incluyendo el notorio "Mandíbulas de Dragón" que cruzaba el río Song Ma cerca de Thanh Hóa. Varios puentes más fueron destruidos a lo largo de la línea de ferrocarril que llevaban hacia el sur y la DMZ. Los blancos fueron cambiados a las redes de distribución y almacenamiento de combustible y petróleo y a las redes de transporte y aeródromos norvietnamientas. Hubo un impacto inmediato en el campo de batalla en Vietnam del Sur. Los ataques de artillería realizados por el EVN se redujeron a la mitad de lo ejecutados entre el 9 de mayo y el 1 de junio. Esta reducción no se debió a la inmediata escasez de proyectiles de artillería sino que al deseo de ahorrar munición. Los analistas de inteligencia estadounidenses creían que el EVN había acumulado suficientes suministros para sostener sus campañas durante todo el otoño.
La intensidad de la campaña de bombardeo fue reflejada en el brusco aumento de la cantidad de misiones de ataque y de apoyo realizadas en el sureste asiático como un todo: desde 4.237 para todos los servicios, incluyendo a la VNAF, durante los meses anteriores a la invasión, a 27 745 realizados en apoyo de las fuerzas del ARVN desde comienzos de abril hasta el final de junio (20.506 de ellas realizadas por la Fuerza Aérea). Los B-52 realizaron otras 1000 misiones adicionales durante el mismo periodo. El norte estaba sintiendo la presión, admitiendo en la historia oficial del EVN que "entre mayo y junio solo el 30 por ciento de los abastecimientos requeridos para nuestro plan estaban realmente llegando a las unidades en el frente de combate".
Las misiones Linebacker incluyeron el primer uso masivo de municiones de guiado de precisión, incluyendo bombas de guiado electro-óptico y por láser. Además de realizar la interdicción del sistema de caminos y de ferrocarril de Vietnam del Nortye, Linebacker también atacó sistemáticamente su sistema de defensa aérea. La Fuerza Aérea de Vietnam del Norte, con aproximadamente 200 interceptores, se defendió fuertemente de estos ataques durante toda la campaña. Los pilotos de la Armada, empleando una formación táctica llamada "loose deuce" (en castellano: par suelto) de apoyo mutuo y muchos con entrenamiento en la Escuela de Armas de Caza de la Armada de Estados Unidos (conocida como TOPGUN), lograron una proporción de derribos de 6 a 1 a su favor entre mayo y junio, de tal forma que posteriormente los norvietnamitas rara vez los enfrentaron. En cambio la Fuerza Aérea, que combatió a MiG-21, MiG-17 y Shenyang J-6 (la versión china del MiG-19), experimentó un proporción de derribos virtualmente de 1 a 1 durante los primeros dos meses de la campaña, ya que siete de las 24 pérdidas aire-aire finales de Linebacker ocurrieron sin ninguna pérdida norvietnamita correspondiente en un periodo de doce días entre el 24 de junio y el 5 de julio.
Los pilotos de la Fuerza Aérea se veían obstaculizados por el uso de formaciones tácticas "fluid four" (en castellano: cuatro fluidos) obsoletas (una formación de dos elementos con cuatro aviones en la que solo el líder disparaba y en la que los hombres alas externos eran vulnerables) la que eran dictadas por la doctrina del servicio. También contribuía a la paridad la carencia de un entrenamiento de combate aéreo contra aviones distintos, una deficiencia en el sistema de alerta temprana y formaciones usando contenedores de contramedidas electrónicas que requerían una estricta adherencia al vuelo en formación. Sin embargo, durante agosto, la introducción de sistemas de alerta temprana en tiempo real, el aumento de la experiencia de combate de las tripulaciones aéreas y la degradación de las capacidades del control terrestre de intercepción norvietnamita cambiaron la tendencia a una proporción de 4 a 1 favorable a los estadounidenses.
Durante Linebacker se produjeron varios otros "primera vez". En el día inicial de la operación, el teniente de la Armada Randall H. Cunningham y su oficial de intercepción por radar, el teniente William P. Driscoll se convirtieron en los primeros ases aéreos estadounidenses de la Guerra de Vietnam cuando derribaron su quinto MiG. El 28 de agosto, la Fuerza Aérea consiguió sus primer as cuando el capitán Richard S. Ritchie derribó su quinto avión enemigo. Doce días más tarde, el capitán Charles B. DeBellevue (que había sido el tripulante en el asiento trasero de Ritchie durante cuatro de sus cinco victorias) derribó dos MiG adicionales, llevando su total a seis aparatos. El 13 de octubre otro oficial de armas, el capitán Jeffrey S. Feinstein, obtuvo el crédito por su quinto MiG, convirtiéndolo en el último as de la Fuerza Aérea durante la guerra de Vietnam.

## Operación Lion's Den
Aunque Linebacker fue realizada principalmente desde el aire, también fueron empleadas fuerzas navales para proporcionar fuego de artillería contra blancos enemigos a lo largo de la Ruta Ho Chi Minh y otras importantes áreas logísticas y en apoyo de las tropas en tierra firme. Una de tales operaciones fue la Operación Lion's Den (en castellano: Operación Guarida del León), o la "batalla del puerto de Haiphong". El 27 de agosto de 1972, el vicealmirante James L. Holloway III llevó a su buque, el crucero pesado Newport News, al crucero lanzamisiles Providence y los destructores Robison y Rowan para realizar una breve incursión nocturna contra fuerzas norvietnamitas que protegían al puerto de Haiphong. Después del bombardeo, los buques fueron amenazados por cuatro buques torpederos de construcción soviética. Junto con dos aviones provenientes del portaaviones Coral Sea, tres de las cuatro embarcaciones fueron hundidas. Fue una de las pocas batallas navales buque contra buque de la guerra.

## Conversaciones de Paz en París y conclusión
El estancamiento de la ofensiva en el sur y la devastación en Vietnam del Norte había ayudado a convencer a Hanói de regresar a la mesa de negociación para principios de agosto. Las reuniones produjeron nuevas concesiones por parte de Hanói que prometieron finalizar las trabas que habían plagado las negociaciones desde sus inicios en el año 1968. Ya no existían las demandas de Hanói de expulsar al presidente sudvietnamita Nguyễn Văn Thiệu y su reemplazo de un gobierno de coalición en el cual participaría el Frente de Liberación Nacional. El punto muerto diplomático se rompió y Nixon ordenó una detención de todos los bombardeos por sobre el paralelo 20 el 23 de octubre. Esto colocó nuevamente a Hanói y Haiphong fuera de los límites y detuvo las operaciones asociadas a Linebacker.
El historiador de la Fuerza Aérea Earl Tilford ha escrito que Linebacker fue "un hito en la guerra aérea...fue la primera campaña aérea moderna en la que municiones de guiado de precisión cambiaron la forma en que el poder aéreo era usado". Tuvo éxito, donde Rolling Thunder había fallado, dice él, por tres razones: el presidente Nixon fue decisivo en sus acciones y le dio a los militares mayor libertad en la elección de blancos; el poder aéreo estadounidense fue usado con fuerza y apropiadamente; y la inmensa diferencia en la tecnología utilizada hizo que Linebacker fuera la primera campaña de bombardeo en una "nueva era" de la guerra aérea.
Durante e inmediatamente a continuación de la ofensiva del EVN, los aviadores de la Fuerza Aérea, Armada y Cuerpo de Marines de los Estados Unidos volaron 18 000 misiones sobre las cuatro provincias del norte de Vietnam del Sur y dejaron caer 40 000 t de armamento en la defensa de An Lộc. Entre marzo y mayo, las misiones de B-52 aumentaron desde 700 a 2 200 por mes y estos dejaron caer 57 000 t de bombas solo sobre la provincia de Quảng Trị. Durante Freedom Train (en castellano: Tren de la Libertad) y Linebacker propiamente tal, los B-52 lanzaron 150 237 t de bombas en el norte mientras que los aviones tácticos de la Fuerza Aérea y la Armada volaron 1 216 misiones y lanzaron otras 5 000 t de armamento.
Desde el inicio de Freedom Train en abril hasta finales de junio de 1972, Estados Unidos perdió 52 aviones sobre Vietnam del Norte: 17 debido a misiles, 11 debido a artillería antiaérea, tres debido a disparos de armas de uso individual, 14 debido a MiG y 7 por causas desconocidas. Durante ese mismo periodo, la Fuerza Aérea de la República de Vietnam perdió 10 aeronaves. 63 aeronaves norvietnamitas fueron destruidas durante el mismo periodo. Vietnam del Norte declaró que habían derribado 651 aviones y hundido o incendiado 80 buques de guerra estadounidenses durante la operación mencionada.
Linebacker tuvo un rol crucial en aplacar la ofensiva del norte al cortar sus vitales fuentes de suministros. El EVN se había convertido en una fuerza militar convencional, de tal forma que esa fuerza dependía de un complejo sistema logístico, lo que la hacía vulnerable a los ataques aéreos. Para septiembre, las importaciones de Vietnam del Norte se estimaban que eran entre un 35 a 50 por ciento inferiores a las cantidades que se habían registrado en mayo, sosteniendo las declaraciones de que la campaña había sido exitosa en sus esfuerzos de interdicción. El general de la Fuerza Aérea Robert N. Ginsburgh, que pertenecía a la Oficina del Secretario de la Fuerza Aérea, resumió las actitudes de los comandantes estadounidenses al notar que Linebacker tuvo "un mayor impacto en sus primeros cuatro meses de ejecución que el que había tenido Rolling Thunder en tres años y medio". Aunque Henry Kissinger pudo haber anunciado que la paz estaba al alcance de la mano, esto no iba a resultar tan fácil. Los bombarderos estadounidenses una vez más regresarían a los cielos de Vietnam del Norte en el año 1972 durante la Operación Linebacker II antes de que la participación estadounidense en la Guerra de Vietnam pudiera finalizar.

### Pérdidas de aviones norvietnamitas
(solo pérdidas en combate aire-aire)
| Fechas                     | Servicio | MiG-21 | MiG-19 | MiG-17 | Total |
| -------------------------- | -------- | ------ | ------ | ------ | ----- |
| 5 de abril – 9 de mayo     | USAF     | 4      | 1      |        | 5     |
|                            | USN      | 2      |        | 2      | 4     |
| 10 de mayo – 23 de octubre | USAF     | 30     | 7      |        | 37    |
|                            | USN      | 3      | 2      | 11     | 16    |
|                            | USMC     | 1      |        |        | 1     |
| VPAF Total                 |          | 40     | 10     | 13     | 63    |

### Pérdidas de aviones estadounidenses durante Linebacker
Entre el 10 de mayo y el 23 de octubre de 1972, Estados Unidos perdió un total de 134 aviones ya sea sobre el norte o como un resultado directo de las misiones Linebacker. 104 fueron perdidos en combate y 30 fueron destruidos en accidentes operacionales. Las pérdidas por servicio fueron:
Fuerza Aérea de Estados Unidos: – 70 total
- 51 pérdidas en combate (22 por MiGs, 5 pérdidas inducidas,[65] 20 por artillería antiaérea, 4 por misiles superficie-aire)
  - 43 F-4D/E Phantom II (+17 pérdidas no debidas a combate)
  - 2 RF-4C Reconocimiento Fotográfico (+1 pérdidas no debidas a combate)
  - 4 F-105G Wild Weasel (+1 pérdidas no debidas a combate)
  - 2 F-111A "Aardvark"

Armada de Estados Unidos: – 54 total
- 43 pérdidas en combate (4 por MiGs, 2 inducidas, 13 por misiles superficie-aire, 27 por artillería antiaérea)
  - 8 F-4B/J Phantom II (+3 pérdidas no debidas a combate)
  - 22 A-7A/C/E Corsair II (+3 pérdidas no debidas a combate)
  - 3 A-6A Intruder
  - 2 F-8J Crusader (+3 pérdidas no debidas a combate)
  - 5 A-4F Skyhawk (+1 pérdidas no debidas a combate)
  - 1 RA-5C Vigilante
  - 2 RF-8G Crusader de Reconocimiento (+1 pérdidas no debidas a combate)

Cuerpo de Marines de los Estados Unidos: – 10 total
- 10 pérdidas en combate (1 por MiG, 1 por misiles superficie-aire, 8 por artillería antiaérea)
  - 4 F-4J Phantom II
  - 2 A-4E Skyhawk
  - 4 A-6A Intruder

## Orden de batalla aéreo estadounidense
- Fuerza de Tareas 77

USS Constellation, Ala Aérea Embarcada 9 (F-4, A-6, A-7)
USS Coral Sea, Ala Aérea Embarcada 15 (F-4, A-6, A-7)
USS Hancock, Ala Aérea Embarcada 21 (F-8, A-4)
USS Kitty Hawk, Ala Aérea Embarcada 11 (F-4, A-6, A-7)
USS Midway, Ala Aérea Embarcada 5 (F-4, A-6, A-7)
USS Saratoga, Ala Aérea Embarcada 3 (F-4, A-6, A-7)
USS America, Ala Aérea Embarcada 8 (F-4, A-6, A-7)
- Infantería de Marina

1.er Ala de Aviación de la Infantería de Marina, 15.o Grupo de Aviación de la Infantería de Marina, Real Base de la Fuerza Aérea Tailandesa de Nam Phong (en inglés:  Royal Thai Air Force Base Nam Phong, RTAFB Nam Phong), Tailandia (F-4, A-6)
- Séptima Fuerza Aérea

8.ª Ala Táctica de Cazas (en inglés: 8th Tactical Fighter Wing, 8th TFW), Ubon RTAFB, Tailandia (F-4)
+ dos escuadrones Constant Guard pertenecientes a la 4.a TFW, Seymour-Johnson AFB, Carolina del Norte
49.ª Ala Táctica de Cazas, Takhli RTAFB, Tailandia (F-4)
56.ª Ala de Operaciones Especiales, Nakhon Phanom RTAFB, Tailandia (A-1, HH-53)
366.ª Ala Táctica de Cazas, Danang AB, RVN (F-4)
+ un escuadrón Constant Guard perteneciente a la 3.ª TFW, Kunsan AB, Corea del Sur
388.ª Ala Táctica de Cazas, Korat RTAFB, Tailandia (F-4, F-105G)
+ un escuadrón Constant Guard perteneciente a la 23.ª TFW, McConnell AFB, Kansas
432.ª Ala de Reconocimiento Táctico, Udon RTAFB, Tailandia (F-4), RF-4
+ tres escuadrones Constant Guard
--un escuadrón perteneciente a la 405.ª TFW, Clark AB, Filipinas
--un escuadrón perteneciente a la 31.ª TFW, Homestead AFB, Florida
--un escuadrón perteneciente a la 33.ª TFW, Eglin AFB, Florida
43.ª Ala Estratégica, Andersen AFB, Guam (B-52)
72.ª Ala Estratégica (Provisional), Anderson AFB, Guam (B-52)
307.ª Ala Estratégica, U Tapao RTAFB, Tailandia (B-52)